# Hynčina
Hynčina (en allemand : Heinzhof) est une commune du district de Šumperk, dans la région d'Olomouc, en République tchèque. Sa population s'élevait à 200 habitants en 2023.

## Géographie
Hynčina se trouve à 7 km au sud-ouest de Zábřeh, à 20 km au sud-ouest de Šumperk, à 44 km au nord-ouest d'Olomouc et à 171 km à l'est de Prague.
La commune est limitée par Hoštejn, Kosov et Hněvkov (Zábřeh) au nord, par Nemile à l'est, par Dolní Bušínov (Zábřeh), Krchleby et Maletín au sud, et par Třebařov, Koruna et Tatenice à l'ouest.

## Histoire
La première mention écrite de la localité remonte à 1273.

## Galerie

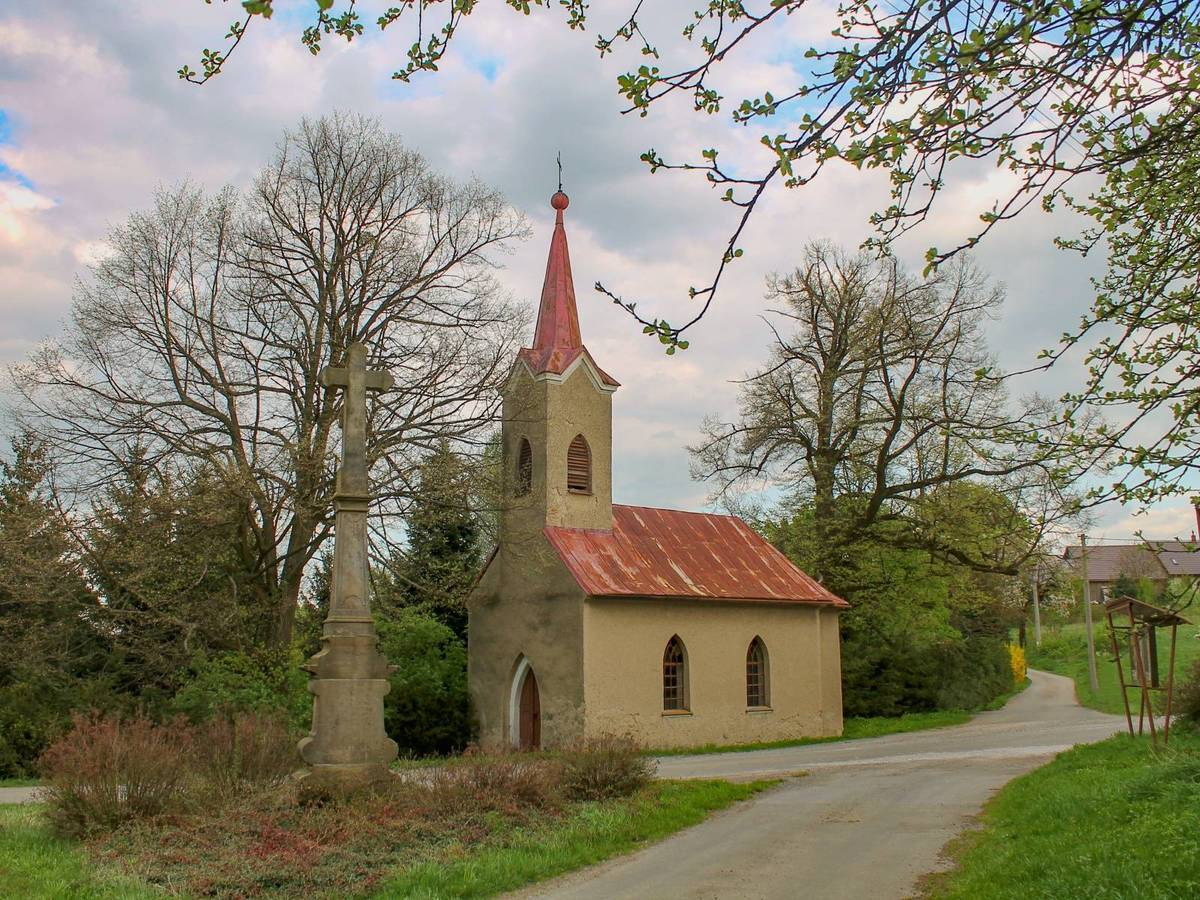
Chapelle à Křižanov.
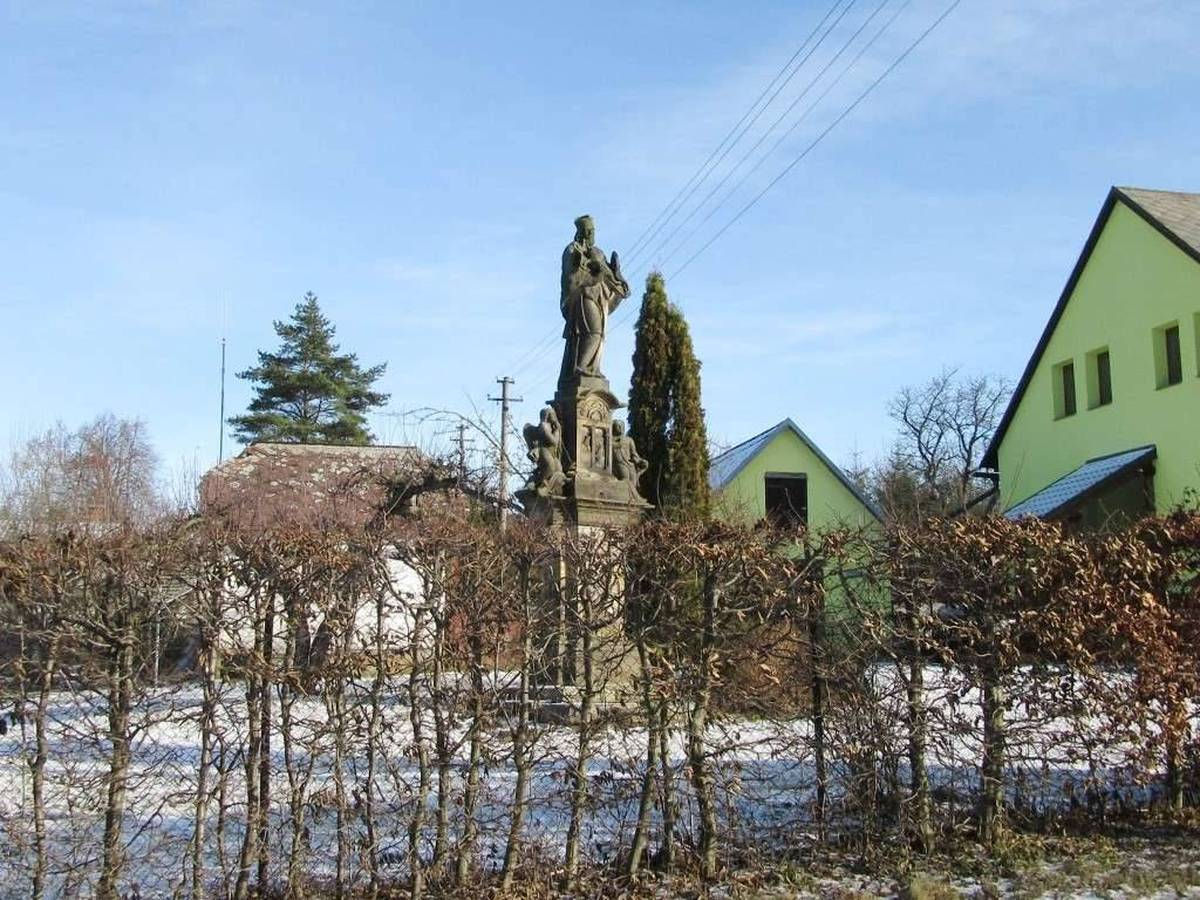
Statue de Saint Jean Népomucène.

## Transports
Par la route, Hynčina se trouve à 13 km de Zábřeh, à 28 km de Šumperk, à 53 km d'Olomouc et à 210 km de Prague.